# Javier Castillejo
Javier Castillejo est un boxeur espagnol né le 22 mars 1968 à Parla.

## Carrière
Passé professionnel en 1988, il devient champion du monde des super-welters WBC en 1999 puis champion du monde des poids moyens WBA le 15 juillet 2006 face à l'allemand Felix Sturm avant de s'incliner lors du combat revanche le 28 avril 2007. Il met un terme à sa carrière en 2009 sur un bilan de 62 victoires, 8 défaites et 1 match nul.